# 瑞士法语区

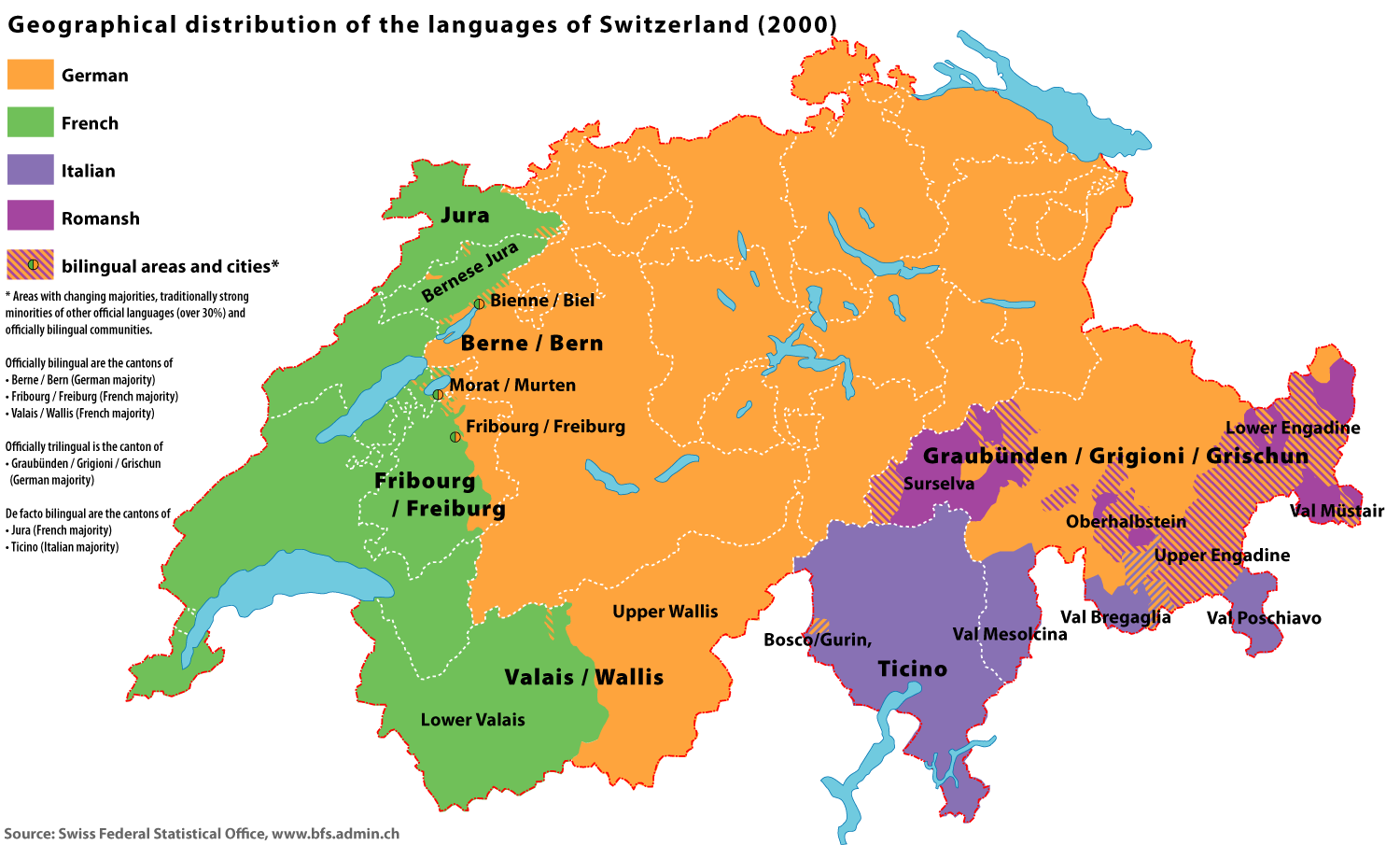
綠色區域即羅曼迪

瑞士法语区，音译为罗曼地（法語：Romandie），是瑞士联邦的地理區，但并非正式的行政区划。该区域包括日内瓦州、汝拉州、纳沙泰尔州和沃州全境，以及伯尔尼州（伯尔尼汝拉）、弗里堡州和瓦莱州这些双语州的法语区。
罗曼地拥有超过两百万居民，约占瑞士人口的四分之一，该区域最大的城市日内瓦是瑞士第二大城市（仅次于苏黎世），第二大城市洛桑在全瑞士排名第四，领先于第五名的联邦城市伯尔尼。

## 区域概念
瑞士语言区域的划分与瑞士的政治体系并无关系，所以罗曼地是一种相对模糊的、主要由共同语言而形成的文化概念。
罗曼地的居民称自己是瑞士罗曼人（Suisses romands）或简称罗曼人（Romands），他们通过这种名称与其他地区的瑞士居民区分开来，同时也与法国人相区分。

## 语言
罗曼地居民普遍使用标准法语。法兰克-普罗旺斯语的几种当地方言有濒临灭绝的危险（1990年只有2％的瑞士法语人口使用本地方言）。在发音和词汇方面，标准法语和方言之间存在一些差异。这些差异存在于日常生活中，特别是在数字中：在瑞士法语方言中，70是septante，80是huitante（只在弗里堡州、沃州和瓦莱州这样使用），90是nonante，而标准法语中70是soixante-dix，80是quatre-vingts，90是quatre-vingt-dix。除了这些差异之外，当地方言中还有许多德语借词，在罗曼地与德语区的边界附近尤为明显。

## 文化
因为语言的关系，罗曼地与邻国法国的文化生活密切相关，但同时该区域也与其他语言区（主要是瑞士德语区）有着频繁的文化交流。虽然罗曼地内部文化非常多样且存在一定差异，但是日内瓦和洛桑作为该区域文化中心的地位是公认的。瑞士罗曼地交响乐团就在日内瓦，维多利亚音乐厅或日内瓦音乐学院经常有他们的演出。除此之外，享有很高国际声誉的蒙特勒爵士音乐节在沃州每年举办一次。位于日内瓦和洛桑之间的普朗然是瑞士国家博物馆西区的所在地，该博物馆位于普朗然宫。

### 文化人物
罗曼地在文化领域的名人有启蒙时期著名作家和哲学家，在日内瓦出生的让-雅克·卢梭，还有同时期的伏尔泰，他曾先后在日内瓦和洛桑定居，对罗曼地地区的政治和文化生活产生了深远影响。
祖籍罗曼地的法国女小说家斯戴尔夫人因1813年创作的论德国一书而声名卓著，她在该作品中将德语区的文化成就和优秀作品介绍给德语区以外的读者。在赫尔维蒂共和国和拿破仑统治时期，斯戴尔夫人在日内瓦湖边的科佩城堡举办沙龙，聚集了大批思想家和作家（他们被称为科佩集团），对罗曼地乃至欧洲思想和文化发展产生了相当大的影响。出入科佩城堡的贵客有拜伦勋爵、夏多布里昂、班杰明·康斯坦（与斯戴尔夫人有过恋爱关系）、威廉·冯·洪堡、卢梭、施莱格尔和西斯蒙第等等。女作家伊莎贝尔·德·夏里埃在纳沙泰尔州举办的小规模文化沙龙也推动了启蒙运动时期瑞士西部地区的思想文化发展。
在19世纪，日内瓦湖区吸引了不少英语作家前来度假或长住。迪奥达蒂别墅位于莱芒湖左岸的日内瓦郊区小镇科洛尼，是该镇最著名的旅游景点。玛丽·雪莱在这里创作了科幻小说弗兰肯斯坦，大诗人拜伦和作家波里道利也在此居住过。
罗曼地在文化领域的名人还有来自洛桑的作家和诗人，被称为瑞士民族诗人的夏尔-费迪南·拉缪。法国伽利玛出版社旗下，以收录经典作品著称的七星文库收录了五位瑞士法语作家的作品。这五位除了卢梭和拉缪以外，还有随笔作家和诗人布莱斯·桑德拉尔（20世纪上半叶他曾经多次游历巴西、中华民国和加利福尼亚州），以及阿尔伯特·科恩，他在1968年创作的小说上帝之美获得了龚古尔文学奖，还有抒情诗人和翻译家菲利普·雅科泰，他是少数在世时作品就被收录进七星文库的作家之一。七星文库的创始人，也就是决定收录这些瑞士法语作家的人是俄国犹太裔出版商和记者雅克·席夫林，20世纪20年代他曾在日内瓦大学攻读法律。
较为著名的罗曼地文化名人还有日内瓦哲学家和作家让娜·赫施、获得了2004年龚古尔诗歌奖的沃州诗人和作家雅克·谢塞克斯以及在蒙特勒定居的俄裔美国作家纳博科夫。